# Tatort: Schwarzes Herz
Schwarzes Herz ist ein Fernsehfilm aus der Kriminalreihe Tatort der ARD und des ORF. Der Film wurde vom Norddeutschen Rundfunk produziert und am 22. Januar 2006 erstmals im Fernsehen ausgestrahlt. Es handelt sich um die Tatort-Folge 621. Kriminalhauptkommissarin Charlotte Lindholm (Maria Furtwängler) vom LKA Hannover tut sich in ihrem achten Fall nicht leicht, da sie noch stark unter dem Verlust ihres Freundes Tobias Endres leidet. Es geht um den Mord an zwei Frauen, der für sie nicht so klar ist, wie der örtliche Polizist zu wissen meint.

## Handlung
Als man im Landkreis Stade in einem kleinen Ort den blutverschmierten VW-Bus des Bauern Holger Schatz findet und seine Frau Simone verschwunden ist, nimmt Kriminalhauptkommissarin Charlotte Lindholm, die den Fall klären soll, Schatz erst einmal in Untersuchungshaft. Der örtliche Polizist Markus Dunker hält das für einen Fehler. Von ihm erfährt die Kommissarin auch, dass Schatz seine Frau durch eine Kontaktanzeige kennengelernt habe und dass sie am Abend zuvor, als man Holger im Wohnsitz auf die Couch gelegt habe, wo er seinen Rausch ausschlafen sollte, noch zugegen war. Kurz darauf wird der Jagdhund des Bauern mit durchschnittener Kehle im Garten gefunden. Lindholm verhört Schatz, der verständnislos meint, wo seine Frau denn hätte hin sollen, auf die Frage, ob sie ihn verlassen wollte. Sie hätte doch niemanden gehabt. Dunker gegenüber, der darauf besteht, dass er Schatz für unschuldig hält, bleibt Lindholm bei ihrer Feststellung, Schatz wisse, dass Simone tot ist. 
Lindholm mietet sich im örtlichen Gasthaus ein, wo die Zeit stehengeblieben zu sein scheint. Dort lernt die Kommissarin auch gleich den Koch Benno kennen, der ihr von der Wirtin Rita vorgestellt wird. Er erzählt, dass Holger Schatz ein sehr guter Freund von ihm sei und führt weiter aus, dass sein Freund ihm erst gestern erzählt habe, dass seine Frau ihn verlassen und sich scheiden lassen wolle. Ehe er ihr Haus und Hof überlasse, würde er sie lieber umbringen, habe er gesagt. 
Auch in dieser Nacht fällt es Lindholm wieder schwer, ein wenig Schlaf zu finden, zu schwer lastet der tragische Tod ihres Freundes Tobias Endres auf ihr. Mit Alkohol und Tabletten versucht sie, über die Runden zu kommen. Am nächsten Morgen spricht sie mit dem örtlichen Tierarzt Dr. Kehl, der eine süffisante Art hat. Er erzählt ihr, dass er mit Schatz öfter auf der Jagd war und sagt den schönen Satz: „In jedem Schuss schwebt die Energie des nahen Abgrundes“, dem Lindholm nachhängt. Auf die Beziehung zwischen Schatz und seiner Frau angesprochen, äußert er, dass seine Frau für ihn eigentlich gar nicht vorhanden war. Als Jan Rohde, Bennos jüngerer Bruder, Simones Kette in der Nähe des Netzweihers findet, ordnet Lindholm die Durchsuchung des Sees an, der die Leiche von Simone Schatz freigibt. Sie ist mit Kabelbindern gefesselt und durch einen Kopfschuss getötet worden. Die Kommissarin weist den protestierenden Dunker aus dem Raum und will allein mit dem jungen Mann sprechen, der als Sonderling gilt. Er erzählt, dass er mit Simone getanzt habe, jede Nacht, vorgestern, gestern und heute Nacht werde er wieder mit ihr tanzen. Dann deklariert er einen sehr schönen Text, bei dem die Kommissarin die Augen schließt und damit kämpft, nicht von ihren Gefühlen überwältigt zu werden. Als er geendet hat, fragt er Lindholm, ob durch ihre Liebe schon einmal jemand getötet worden sei. Die Kommissarin ist aufgewühlt und schafft es nur mit großer Selbstbeherrschung, dienstlich zu bleiben.
Am selben Tag führt Lindholm noch ein Gespräch mit Eva Rohde, Bennos Frau. Sie betreibt einen Pflegedienst und  erzählt, dass es noch nicht lange her sei, dass Simone sie ins Vertrauen gezogen und ihr gesagt habe, dass Holger sie regelmäßig schlage und sie Angst um ihr Leben habe. Sie habe Simone versprechen müssen, mit niemandem darüber zu reden, weil sie sich geschämt habe. Anderentags, Lindholm vernimmt gerade erneut Schatz und geht ihn heftig an, geht die Mitteilung ein, dass man eine weitere Leiche gefunden habe – dasselbe Muster wie bei Simone Schatz. Auch diesen schwarzen Klumpen, den Simone schon im Mund hatte, hat man bei ihr gefunden. Als Lindholm zur Fundstelle eilt, erkennt sie in der Toten Eva Rohde. Fast triumphierend tritt Dunker ihr gegenüber und stellt die rhetorische Frage, ob sie jetzt endlich glaube, dass sie Holger Schatz als Täter vergessen könne. Man findet heraus, dass Jan Rohde heimlich Tiere präpariert hat, und findet dort dieselben schwarzen Kugeln, die man im Mund der Toten gefunden hat. 
In einem Gespräch, das Lindholm mit ihrem Vorgesetzten Dr. Richard Poll, führt, erfährt sie, dass Dunker sich über sie und ihre Vorgehensweise beschwert hat. Er will wissen, ob sie wirklich wieder so weit hergestellt sei, dass sie ihren Dienst verrichten könne, was sie bejaht. Im Gegensatz zu Dunker glaubt sie auch jetzt noch nicht, dass Jan Rohde etwas mit den Morden zu tun hat. 
Wieder zurück im Ort, führt Dunker in einem Gespräch aus, dass niemand im Dorf so etwas machen würde, als Lindholm meint, die Frauen müssten den Täter gekannt haben. Nun klärt sich auch, was es mit den schwarzen Kugeln auf sich hat. Es handelt sich um Giftköder, die Jan über Kehl erhalten und für seine Tierfallen verwendet hat. Als man Kehl befragen will, ist sein Haus leer. Der Polizeifunk ist eingestellt und in seinem vor dem Haus parkenden Auto findet man wie an der Schnur aufgereiht, die Tatwaffe, Schatz’ Jagdgewehr, die Kabelbinder und die Giftköder. Für Dunker ist der Fall klar, Lindholm hingegen ist der Meinung, das sei doch alles viel zu offensichtlich, da hätte er ja gleich eine Visitenkarte bei den Leichen deponieren können. Trotzdem wird die Kommissarin von dem Fall abgezogen. Von Poll will sie wissen, ob das sei, weil Dunker sich über die Ohrfeige beschwert habe, die sie ihm verpasst habe und erfährt, dass er wohl auch in ihrem Auto rumgeschnüffelt und die diversen Tablettenpackungen gesehen und das weitergeleitet hatte. Lindholm knallt ihre Dienstmarke auf den Tisch und läuft davon. Nachdem sie ein gutes Stück mit ihrem Auto die Landstraße entlanggerast ist, tritt sie voll auf die Bremse, steigt aus und tritt verzweifelt gegen ihr Auto. Es fängt stark an zu regnen, als sie davonläuft. 
Am Ufer des Weihers hat man inzwischen die Leiche von Kehl gefunden. Wie es aussieht, Selbstmord. Charlotte ist zurückgekommen und stellt weitere Ermittlungen an. Sie klopft bei Jan und kann so einen Blick in Eva Rohdes Terminkalender werfen. Ein Anruf bei der Rechtsmedizinerin bestätigt, dass die junge Frau schwanger war. Ihr Mann Benno war allerdings zeugungsunfähig. Als die Kommissarin auf Dunker trifft, der seine Verwunderung äußert, dass sie immer noch da ist, meint er jovial: „Der Fall ist gelöst. Ich hab ihren Job gemacht, liebes Mädchen. Sie können gehen.“ 
Lindholm begibt sich erneut zu Holger Schatz, der zusammen mit seinem Freund Benno Rohde gerade seinen Hund beerdigen will. Sie bittet darum, noch einmal einen Blick in Simones Zimmer werfen zu dürfen. Dort angekommen konfrontiert sie ihn damit, dass sie davon überzeugt sei, dass er seine Frau umgebracht habe, weil sie ihn verlassen wollte. Denn einen Holger Schatz verlasse man schließlich nicht. Rohde kommt hinzu und nun wird klar, dass beide auch Eva auf dem Gewissen haben. Eva hatte ein Verhältnis mit dem Tierarzt und Rohde war überzeugt, dass sie ihn verlassen würde. Unter Rohdes Federführung entstand der Plan, beide Frauen zu beseitigen, um so vorzutäuschen, dass man es mit einem Serientäter zu tun habe. Als das nicht so klappte, wie geplant, sollte Kehl als Täter herhalten. Die beiden Männer schleppen die Kommissarin in ein Waldgebiet und halten ihr eine Waffe an den Kopf. Als die Kommissarin schon mit ihrem Leben abgeschlossen hat und meint, sie sollten endlich schießen, naht in letzter Minute Hilfe. Die Freunde werden festgenommen und abgeführt. 

## Produktion und Hintergrund
Die Dreharbeiten begannen am 31. Mai und endeten am 30. Juni 2005. Gedreht wurde in Hannover, Lüneburg, Stade und Umgebung. Es handelt sich um eine Produktion des Norddeutschen Rundfunks, produziert vom Studio Hamburg.
Privates der Kommissarin: Martin Felser, Charlottes Freund und Mitbewohner, ist in dieser Folge sehr besorgt um sie. Mit Hilfe von Tabletten versucht Charlotte mit dem Tod ihres Freundes Tobias Endres (vorhergehende Folge) fertigzuwerden. Ebenso versucht sie sich körperlich so auszupowern, dass sie zu müde zum Denken ist. Sie sei schon als Kind so gewesen, lässt ihn Charlottes Mutter Annemarie wissen, als er besorgt das Gespräch mit ihr sucht. Erst einmal müsse Charlotte alles mit sich allein abmachen. Natürlich wisse sie, wie sehr ihre Tochter Tobias geliebt habe und wie tief der Schmerz sei: „Trauern heißt über dünnes Eis gehen, man verlässt das Ufer, bricht ein, versinkt – wird auch ein bißchen selber sterben. Man muss bereit sein, loszulassen, um an der anderen Seite anzukommen.“ Martins Erwiderung: „Aber wer soll ihr denn helfen, wenn sie da draußen nicht mehr weiter weiß.“ Martin hat alles für den bevorstehenden Geburtstag Charlottes vorbereitet, bekommt jedoch einen Anruf, dass sie sich wieder arbeitsfähig gemeldet habe und unterwegs zu einem Fall sei. Als Annemarie Lindholm ihre Tochter über Handy nicht mehr erreicht und der Anruf aus Hannover kommt, dass sie im aktuellen Fall suspendiert worden ist, meint sie zu Martin, sie habe ein ganz komisches Gefühl. Darauf Martin: „Ich fahr da hin. Sofort.“ Am Schluss sind beide da und haben den liebevoll als Geburtstagsgeschenk instandgesetzten Roller, Charlottes erstes eigenes Fahrzeug, mitgebracht. 
Jan Rohde bringt Charlotte fast zum Weinen mit folgenden Zeilen, die vom Drehbuchautor Fabian Thaesler geschrieben worden sind: „Raubt der Tod dir auch den Atem, unsre Liebe kriegt er nicht, führt dein Weg auch weit ins Dunkel, unsre Liebe bleibt im Licht, stürzen Schluchten auch in Tiefen, spannt die Liebe ihren Steig und kennt kein Herz auch seine Zeiten, bleibt doch der Liebe Ewigkeit.“

## Rezeption

### Einschaltquote
Bei seiner Erstausstrahlung am 22. Januar 2006 konnte Schwarzes Herz 9,51 Mio. Zuschauer verbuchen, in der werberelevanten Zielgruppe waren es 3,46 Millionen Zuschauer bei einem Marktanteil von 20,8 Prozent.

## Kritik
TV Spielfilm zeigte mit dem Daumen nach oben, gab für Action einen von drei Punkten, für Spannung zwei und urteilte: „Kommissarin Charlotte Lindholm (Maria Furtwängler) übernimmt den Fall, obwohl sie seit dem gewaltsamen Tod ihres Freundes nicht mehr klar denken kann und am Rande des Nervenzusammenbruchs steht.“ Fazit: „Stark: Eine Frau ringt mit sich selbst.“
Quotenmeter.de war der Meinung, dass es spannender wirklich nicht gehe. „‚Schwarzes Herz‘ [sei] wohl einer der besten ‚Tatort‘-Filme. Der neueste Fall von Ermittlerin Charlotte Lindholm [besteche] durch authentische Personen und einen logisch aufgebauten Handlungsstrang. Höhepunkt des Krimis [sei] zweifelsfrei das überraschende Ende.“ Über die Hauptdarstellerin Maria Furtwängler hieß es: „Wie immer gelingt es ihr, die Rolle der Charlotte Lindholm fantastisch umzusetzen. Diesmal zeigt sie sich zudem von einer anderen, verletzlichen Seite.“ Das abschließende Urteil hieß dann auch: „Bei diesem ‚Tatort‘ stimmt alles: Darsteller, Musik, Buch und auch die Kamerafahrten sind einwandfrei.“
Frank Kober von telekritik stellte auf Lindholms seelische Verfassung nach dem gewaltsamen Tod ihres Freundes in der vorherigen Folge ab und war der Ansicht, dass Regisseur Thomas Jauch gut daran tue, „nicht den Seelenklempner herauszukehren, um uns das Innere seiner Heldin zu verklickern“. Es sei „Klasse“, „wie er die Lindholm weiter als taffe Kriminalistin markier[e] und nur in kleinen Episoden und Gesten ihren desolaten Zustand durchschimmern [lasse]. Das mach[e] sie und die ganze Geschichte […] glaubhaft.“
In der Berliner Morgenpost war zu lesen: „Verletzlich wie nie zeigt sich Maria Furtwängler im herausragenden ‚Tatort: Schwarzes Herz‘, in dem sie ein fast ‘perfektes’ Verbrechen aufzuklären hat.“